# 富山電報電話局

富山電報電話局局舎

富山電報電話局（とやまでんぽうでんわきょく）は、富山県富山市桜橋通りにあった日本電信電話公社及び日本電信電話の電報電話局。公社時代は北陸電気通信局富山電気通信部の管轄下にあった。

## 概要
富山電報電話局は、1958年（昭和33年）12月1日に富山電話局、富山電報局及び岩瀬電報局を統合して開設された。1965年（昭和40年）12月12日に婦中分室を廃止して婦中電報電話局を開設し、また1971年（昭和46年）12月17日の水橋電報電話局廃止に際してはその機能を当電報電話局に集約した。1985年（昭和60年）4月1日の民営化後もしばらく電報電話局の名称が用いられたが、1989年（平成元年）4月1日より全国的に電話局及び電報電話局は支店、あるいは営業所と改称された。これにより、富山県内には地域の中心的拠点として県東部支店及び県西部支店の2支店が置かれた。
1964年（昭和39年）当時は内部機構として業務部、運用部及び施設部の三部を有し、業務部の下に受付通信課、配達課、加入課及び料金課、運用部の下に第一運用課、第ニ運用課、第三運用課、第四運用課、自動運用課及び電話監査課、施設部の下に第一線路宅内課、第ニ線路宅内課、市外通話課、第一機械課、第ニ機械課、電信機械課、試験課、電力課及び増設電話課を置き、また部に属しない課として資材課、会計課、労務厚生課、庶務課及び医務室を有した。

### 分室

富山電報電話局岩瀬分室

富山電報電話局婦中分室

- 岩瀬分室 - 所在地は富山県富山市岩瀬大町であった[12]。1958年（昭和33年）12月1日に開設され[3]、1972年（昭和47年）4月1日廃止された[13]。
- 婦中分室 - 所在地は富山県婦負郡婦中町笹倉であった[14]。1961年（昭和36年）10月15日に開設され[15]、1965年（昭和40年）12月12日廃止された[4]。

### 分局
- 荒町分局 - 富山市荒町[16]
- 富山南分局 - 富山市中市[17][18]

### 立山山頂附近における電報電話の取扱
このほか富山電報電話局においては夏季に立山において臨時に電報電話の取扱を行っており、富山電報局時代はこれを立山室堂分室と称した。1937年（昭和12年）に県営鉄道が粟巣野まで延伸した際、当時の小見郵便局長が各方面からの要望に応じて、同年7月に室堂山荘裏に局舎を建設して郵便取扱を開始したが、同時に同所において電報電話業務も取扱っていた。これがその濫觴であり、富山電報電話局においては立山山頂臨時出張所といい、あるいは立山山頂臨時電報電話取扱所と称した。のち1960年（昭和35年）に至って正式な電報電話取扱所として認可され、同年6月20日に結成された当時の立山開発鉄道社長高橋良太郎を首班とする立山山頂団体加入電話組合が電電公社より設備を借受して業務を行うこととなった。
この立山山頂臨時電報電話取扱所は、立山黒部アルペンルート開通に伴う通信設備増強の要望に応じて1971年（昭和46年）4月25日に廃止され、代って室堂山頂局が開設された。1975年（昭和50年）7月2日には電話交換方式を磁石式から共電式に改めるなど能力向上が図られたが、観光客増加に伴って交換業務は飽和状態となり、その対策のため1979年（昭和54年）9月1日に自動化を実施した。次いで1983年（昭和58年）7月1日に当時最新の交換設備であったSL1をホテル立山に設置し、立山室堂交換局が開局した。この交換局の開設に伴い担当局は富山電報電話局から婦中電報電話局へと移管された。

## 歴史
富山電話局、富山電報局及び岩瀬電報局開設前の事項については、富山中央郵便局及び富山北郵便局の項目を参照のこと。

### 富山電話局

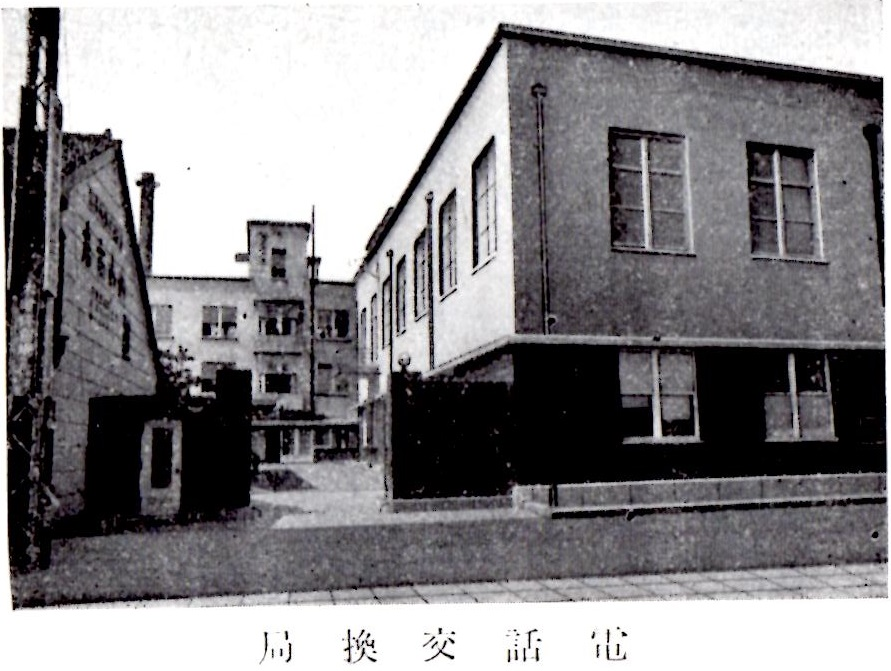
富山市荒町にあった富山郵便局電話課局舎

- 1947年（昭和22年）12月11日 - 富山市荒町に富山電話局を開設し、富山郵便局電話課より郵便局で取り扱う電話通話事務を除く電話事務を移管する[23][24]。庶務、加入、交換の三課を開設する[25]。
- 1949年（昭和24年）3月31日 - 岩瀬郵便局より郵便局で取り扱う電話通話事務を除く電話業務を移管する[26]。
- 1952年（昭和27年）4月28日 - 英語による市外電話通話を取扱う電話取扱局となる[27]。
- 1954年（昭和29年）2月 - 電話料金度数制を実施する[28]。
- 1955年（昭和30年）
  - 4月1日 - 呉羽郵便局において電話交換業務を廃止し、交換業務は呉羽電話局、営業事務は富山電話局に移管する[29]。
  - 6月1日 - 天気予報の提供を開始する[30]。伏木測候所は富山測候所を経由し富山電話局へ気象情報の通報を開始する[31]。
  - 10月 - 営業課を加入課と料金課に分かつ[1]。
- 1956年（昭和31年）10月5日 - 富山浜黒崎郵便局より電話交換業務を移管する[32]。また富山電話局岩瀬分局を開設する[33]。
- 1957年（昭和32年）4月1日 - 共同電話において度数料金個別登算制度を実施する[34]。
- 1958年（昭和33年）
  - 2月 - 労務厚生課を開設する[1]。
  - 11月30日 - 大沢野電報電話局より市外電話を富山電話局に集中する[35]。また、富山 - 新湊間及び富山 - 高岡間において自動ないし半自動即時通話を開始する[35]。

### 富山電報局・岩瀬電報局
- 1949年（昭和24年）
  - 2月21日 - 富山郵便局より電信課を分離し、富山電信局を富山市荒町に開設する[36][37]。
  - 6月1日 - 電気通信省設置法（昭和23年法律第245号）に基づき官制を改め、富山電報局及び岩瀬電報局を開設する[38]。
  - 8月30日 - 富山電報局立山室堂分室の電報伝送上に用いる名称を定める[20]。
  - 10月1日 - 東岩瀬電報取扱所を廃止し、岩瀬電報局はその業務を継承する[39]。
- 1950年（昭和25年）11月4日 - 富山電報局勤務の電気通信事務官が国家公務員法第78条第3号の規定を理由として免職処分となる事件が起る（富山電報局レッドパージ事件）[40]。
- 1951年（昭和26年）3月25日 - 岩瀬電報局の局舎が竣工する[41]。
- 1954年（昭和29年）3月25日 - 金沢電報局において電報中継機械化を実施し、富山電報局はその加入局となる[42][43]。
- 1956年（昭和31年）3月1日 - 富山五福郵便局において電報配達業務を廃止し、富山電報局はその業務を継承する[44]。
- 1958年（昭和33年）10月10日 - 富山電報局は富山郵便局、岩瀬電報局は岩瀬郵便局より電信為替の業務の一部を継承する[45]。

### 富山電報電話局
- 1958年（昭和33年）12月1日 - 富山電話局、富山電報局及び岩瀬電報局を廃止し、これらを統合して富山電報電話局及び富山電報電話局岩瀬分室を開設する[3][34]。また富山電報電話局は新局舎（富山電々ビル[46]）に移転する[1]。
- 1959年（昭和34年）
  - 2月1日 - 富山 - 金沢間において自動即時通話を開始する[35]。
  - 3月15日 - 時報の提供を開始する[47]。
  - 9月 - 市外線路課を開設する[1]。
- 1960年（昭和35年）
  - 1月 - 富山電報電話局岩瀬分室に分室長を配置する[1]。
  - 7月 - 総工費4億6千万円を以て富山電々ビルの第二期工事に着手する[48]。
  - 12月1日 - 加入電信の取扱を開始する（当初加入者数14）[49]。
- 1961年（昭和36年）
  - 3月28日 - 上滝郵便局より市外電話を集中する[50]。
  - 8月 - 富山電々ビル第二期工事が完了する[48]。
  - 10月15日 - 富山電報電話局婦中分室を開設する[15]。昭和33年郵政省告示第989号（電信為替の一部を委託する件）を改正し、婦中郵便局は富山電報電話局婦中分室に電信為替の一部を委託する[51]。また、上市電報電話局より市外電話を集中する[52]。富山 - 婦中間は自動即時通話、富山 - 上市 - 水橋 - 立山 - 小見相互間においては半自動即時通話を開始する[52]。
  - 10月16日 - 婦中郵便局、熊野郵便局及び古里郵便局において電報配達業務を廃止し、その業務を富山電報電話局婦中分室に移管する[53]。
- 1962年（昭和37年）
  - 3月15日 - 老田郵便局において電話交換業務を廃止し、その業務を呉羽電話局及び富山電報電話局に移管する[54]。
  - 3月30日 - 富山 - 魚津 - 黒部及び富山周辺相互間において自動即時通話を開始する[55]。
  - 6月1日 - 上滝郵便局、和合郵便局[56]及び水橋郵便局において国際電報受付配達事務を廃止し、その業務を富山電報電話局に移管する[57]。
  - 8月1日 - 上滝郵便局、和合郵便局及び水橋郵便局において国内欧文電報受付配達事務を廃止し、その業務を富山電報電話局に移管する[58]。
  - 7月15日 - 富山 - 高岡間において自動即時通話を開始する[59]。
  - 11月11日 - 富山 - 礪波間において自動即時通話を開始する[59]。
- 1964年（昭和39年）
  - 8月 - 富山 - 東京間においてダイヤル市外通話を開始する[6]。
  - 11月24日 - 富山新庄郵便局において和文電報配達業務を廃止し、その業務を富山電報電話局及び新川郵便局に移管する[60]。
- 1965年（昭和40年）
  - 9月6日 - 富山浜黒崎郵便局において和文電報配達業務を廃止し、その業務を富山電報電話局岩瀬分室に移管する[61]。
  - 12月12日 - 富山電報電話局婦中分室を廃止し、婦中電報電話局を開設する[4]。
- 1966年（昭和41年）2月10日 - 昭和28年日本電信電話公社公示第105号を改正し、富山電報電話局が船舶通話をすることができる海域として糸魚川から東尋坊に至る日本海沿岸の海域を指定し、また昭和29年日本電信電話公社公示第204号を改正して海岸電報取扱局となる[62]。
- 1967年（昭和42年）8月26日 - 池多郵便局において電話交換業務を廃止し、その業務を富山電報電話局及び小杉電報電話局に移管する[63]。
- 1968年（昭和43年）
  - 10月 - クロスバー自動交換機を導入する[6]。
  - 10月22日 - 新保郵便局及び和合郵便局において電話交換業務及び和文電報配達業務を廃止し、新保郵便局は富山電報電話局、和合郵便局は富山電報電話局岩瀬分室にその業務を移管する[64]。
  - 10月26日 - 富南郵便局[65]において電話交換業務及び和文電報配達業務を廃止し、その業務を富山電報電話局に移管する[64]。
- 1969年（昭和44年）4月 - 富山電報電話局富山南分局の局舎建設を開始する[18]。
- 1971年（昭和46年）
  - 10月22日 - 小見郵便局において電話交換業務を廃止し、その業務を富山電報電話局に移管する[66]。
  - 11月21日 - 富山電報電話局富山南分局を開設する[18]。
  - 12月17日 - 水橋電報電話局を廃止し[5]、これを富山電報電話局に合併して当該地域を市内通話とする[6]。
- 1972年（昭和47年）4月1日 - 富山電報電話局岩瀬分室を廃止する[13]。
- 1976年（昭和51年）7月1日 - 呉羽郵便局において和文電報配達業務を廃止し、その業務を富山電報電話局に移管する[67]。
- 1981年（昭和56年）12月1日 - 富南郵便局において和文電報配達業務を廃止し、その業務を富山電報電話局に移管する[68]。
- 1983年（昭和58年）12月1日 - 昭和54年日本電信電話公社公示第133号（自動車電話契約約款）に富山電報電話局を追加し、自動車電話の取扱を開始する[69]。
- 1985年（昭和60年）
  - 4月1日 - 電電改革により日本電信電話公社は民営化され、日本電信電話株式会社が発足する[70]。
  - 11月15日 - 北陸銀行が富山銀行と提携し富山電報電話局内に共同現金自動預払機を設置する[71]。
- 1988年（昭和63年）11月28日 - 総曲輪商店街内に富山電報電話局営業窓口「テルル」を開設する[7]。
- 1989年（平成元年）4月1日 - 各電話局はその名称を廃止し、支店、あるいは営業所等と改称される[9][10]。

### 水橋電報電話局
- 1964年（昭和39年）11月13日 - 局舎建設の起工式を行う[72]。
- 1966年（昭和41年）4月23日 - 水橋電報電話局を開設する[73]。水橋郵便局及び三郷郵便局の電話交換業務及び和文電報配達業務を廃止し、その業務を水橋電報電話局に移管する[74]。また、昭和33年郵政省告示第989号（電信為替の一部を委託する件）を改正し、水橋郵便局は水橋電報電話局に電信為替の一部を委託する[75]。
- 1967年（昭和42年）10月7日 - 新川郵便局において和文電報配達業務を廃止し、その業務を立山電報電話局、上市電報電話局及び水橋電報電話局に移管する[76]。
- 1971年（昭和46年）12月17日 - 水橋電報電話局を廃止する[5]。

## 脚註
1. 1 2 3 4 5 6  日本電信電話公社北陸電気通信局編、『北陸の電信電話 その九十年の歩み』（446頁）、1964年（昭和39年）10月、日本電信電話公社北陸電気通信局
2. 1 2  日本電信電話公社北陸電気通信局編、『北陸の電信電話 その九十年の歩み』（411頁）、1964年（昭和39年）10月、日本電信電話公社北陸電気通信局
3. 1 2 3  昭和33年日本電信電話公社公示第150号及び第151号（『官報』、1958年（昭和33年）12月3日）
4. 1 2 3  昭和40年日本電信電話公社公示第83号（『官報』、1965年（昭和40年）12月18日）
5. 1 2 3  昭和46年日本電信電話公社公示第120号（『官報』、1971年（昭和46年）12月3日）
6. 1 2 3 4  富山市役所編、『富山市史 第五巻』（325頁）、1980年（昭和55年）3月、富山市役所
7. 1 2  日本電信電話株式会社電話事業サポート本部監修、「営業窓口改善事例紹介 富山電報電話局」、『NTT business』第467号所収（24頁）、1989年（平成元年）2月、NTTレガット
8. ↑  従来の北陸電気通信局は日本電信電話の北陸総支社となり、電気通信部はそれぞれの地域において支社となったが、電話局等の名称は「利用者への定着度が高い」との理由で従来通りに用いられることとなった（金沢市史編さん委員会編、『金沢市史（現代編） 続編』（392頁から393頁）、1989年（平成元年）12月、金沢市）
9. 1 2  “電話局の名称を支店・営業所に変更”.   日本電信電話. 2024年（令和6年）3月6日閲覧。
10. 1 2 3  「NTT、地方組織再編を4月1日実施へ――総支社全廃、電話局を｢支店｣｢営業所｣に」、『官界通信』第1867号所収（12から13頁）、1989年（平成元年）3月、官界通信社
11. ↑  従来の日本電信電話の営業体制は、旧来の電気通信局が総支社となり電気通信部が支店となって、各所の電話局等を統括する三段階の構造をとっていたが、この経営組織の改革により、本社の下の北陸支社が各支店を統括する二段階体制へと変わり、電話局等の機能は支店に吸収されることとなった（「北陸支社 めざせ自立！つくせベスト！」、『NTT business』第471号所収（24から25頁）、1989年（平成元年）6月、NTTレガット）
12. ↑  日本電信電話公社北陸電気通信局編、『北陸の電信電話 その九十年の歩み』（449頁）、1964年（昭和39年）10月、日本電信電話公社北陸電気通信局
13. 1 2  昭和47年日本電信電話公社公示第24号（『官報』、1972年（昭和47年）4月27日）
14. ↑  日本電信電話公社北陸電気通信局編、『北陸の電信電話 その九十年の歩み』（448頁）、1964年（昭和39年）10月、日本電信電話公社北陸電気通信局
15. 1 2  昭和36年日本電信電話公社公示第77号（『官報』、1961年（昭和36年）10月2日）
16. ↑  『電気通信年鑑1982』（966頁）、1982年（昭和57年）7月、さんちょう
17. ↑  角川日本地名大辞典」編纂委員会編、『角川日本地名大辞典 16 富山県』（958頁）、1979年（昭和54年）10月、角川書店
18. 1 2 3  富山市役所編、『富山市史 第五巻』（318頁）、1980年（昭和55年）3月、富山市役所
19. ↑  「ことしも8月1日から9月2日まで、立山の山頂に、無線局を開業しましたが（中略）山頂無線は室堂にある郵便局と同居で、室堂小屋の隣です」（阿部勇三郎（富山電報局長）、「立山における登山記念電報の販売実績」、『電気通信業務研究』第69号所収（53頁）、1955年（昭和30年）10月、通信文化振興会）
20. 1 2  昭和24年電気通信省公達第64号（『電気通信公報』第50号、1949年（昭和24年）8月30日、電気通信省）
21. 1 2 3 4 5 6  立山黒部貫光20年史編集委員会編、『立山黒部貫光20年史』（93頁から95頁）、1985年（昭和60年）12月、立山黒部貫光
22. ↑  日本電信電話公社北陸電気通信局編、『北陸の電信電話 その九十年の歩み』（320頁と321頁の間）、1964年（昭和39年）10月、日本電信電話公社北陸電気通信局
23. ↑  昭和22年逓信省告示第357号及び第358号（『官報』、1947年（昭和22年）12月5日）
24. ↑  富山市史編纂委員会編、『富山市史 第三巻』（127頁）、1960年（昭和35年）4月、富山市史編纂委員会
25. ↑  日本電信電話公社北陸電気通信局編、『北陸の電信電話 その九十年の歩み』（578頁）、1964年（昭和39年）10月、日本電信電話公社北陸電気通信局
26. ↑  昭和24年逓信省告示第196号（『官報』、1949年（昭和24年）4月18日）
27. ↑  昭和27年電気通信省告示第132号（『官報』、1952年（昭和27年）4月28日。本告示はその規定するところにより昭和27年政令第13号施行の日である昭和27年法律第107号の施行の日である昭和27年条約第6号施行の日である同日より施行された。
28. ↑  日本電信電話公社北陸電気通信局編、『北陸の電信電話 その九十年の歩み』（584頁）、1964年（昭和39年）10月、日本電信電話公社北陸電気通信局
29. ↑  昭和30年郵政省告示第402号（『官報』、1955年（昭和30年）4月6日）
30. ↑  日本電信電話公社北陸電気通信局編、『北陸の電信電話 その九十年の歩み』（586頁）、1964年（昭和39年）10月、日本電信電話公社北陸電気通信局
31. ↑  東京管区気象台技術部調査課編、『創立百年誌』（16頁）、1983年（昭和58年）12月、伏木測候所
32. ↑  昭和31年郵政省告示第1234号（『官報』、1956年（昭和31年）11月7日）
33. ↑  日本電信電話公社北陸電気通信局編、『北陸の電信電話 その九十年の歩み』（587頁）、1964年（昭和39年）10月、日本電信電話公社北陸電気通信局
34. 1 2  日本電信電話公社北陸電気通信局編、『北陸の電信電話 その九十年の歩み』（588頁）、1964年（昭和39年）10月、日本電信電話公社北陸電気通信局
35. 1 2 3  日本電信電話公社北陸電気通信局編、『北陸の電信電話 その九十年の歩み』（590頁）、1964年（昭和39年）10月、日本電信電話公社北陸電気通信局
36. ↑  昭和24年逓信省告示第65号（『官報』、1949年（昭和24年）2月18日）
37. ↑  日本電信電話公社北陸電気通信局編、『北陸の電信電話 その九十年の歩み』（579頁）、1964年（昭和39年）10月、日本電信電話公社北陸電気通信局
38. ↑  昭和24年電気通信省告示第72号（『官報』、1949年（昭和24年）10月18日）
39. ↑  昭和24年電気通信省告示第73号（『官報』、1949年（昭和24年）10月20日）
40. ↑  日本電信電話公社監修、「富山電報局レッド・パージ前依願免事件――富山地裁昭和三五年（行）第四号雇傭関係存在確認等請求事件――」、『電電労働訴訟集録 第一集』所収（549より550頁）、1965年（昭和40年）3月、官業労働研究所
41. ↑  日本電信電話公社北陸電気通信局編、『北陸の電信電話 その九十年の歩み』（581頁）、1964年（昭和39年）10月、日本電信電話公社北陸電気通信局
42. ↑  日本電信電話公社北陸電気通信局編、『北陸の電信電話 その九十年の歩み』（584頁）、1964年（昭和39年）10月、日本電信電話公社北陸電気通信局
43. ↑  電報中継機械化は、従来行われてきたモールス信号による音響通信を印刷通信方式に置換え、各所の電報取扱局を中継局に加入させることによりすべての電報を中継局経由によって疎通することにより、電報中継作業を省力化して人手を要するのは送受信時のみに合理化することを目的として行われた施策であり、日本においては1953年（昭和28年）3月20日に水戸電報局において初めて実施された（『電気通信業務研究』第44号（7から11頁）、1953年（昭和28年）9月、通信文化振興会）。金沢電報局を中継局とした北陸電気通信局管内における実施は、水戸局に次ぐ2例目であり、電報送信時は電文の前段に行先局の符号をテープに鑽孔して、これを送信機にかければ中継局を自動的に経由し、受信局へ到着するという仕組みであった（日本電信電話公社北陸電気通信局編、『北陸の電信電話 その九十年の歩み』（348から349頁）、1964年（昭和39年）10月、日本電信電話公社北陸電気通信局）。
44. ↑  昭和31年郵政省告示第368号（『官報』、1956年（昭和31年）3月27日）
45. ↑  昭和33年郵政省告示第989号（『官報』、1958年（昭和33年）9月23日）。なおのちに昭和33年郵政省告示第1097号により、富山電報局は富山電報電話局、岩瀬電報局は富山電報電話局岩瀬分室と改めた（『官報』、1958年（昭和33年）12月6日）。
46. ↑  富山電々ビルは1958年（昭和33年）11月に完成した（『北国年鑑 1959』（147頁）、1959年（昭和34年）、北國新聞社）
47. ↑  日本電信電話公社北陸電気通信局編、『北陸の電信電話 その九十年の歩み』（591頁）、1964年（昭和39年）10月、日本電信電話公社北陸電気通信局
48. 1 2  北日本新聞社調査部編、『北日本年鑑 1962年版』（186頁）、1962年（昭和37年）2月、北日本新聞社
49. ↑  日本電信電話公社北陸電気通信局編、『北陸の電信電話 その九十年の歩み』（593頁）、1964年（昭和39年）10月、日本電信電話公社北陸電気通信局
50. ↑  日本電信電話公社北陸電気通信局編、『北陸の電信電話 その九十年の歩み』（594頁）、1964年（昭和39年）10月、日本電信電話公社北陸電気通信局
51. ↑  昭和36年郵政省告示第709号（『官報』、1961年（昭和36年）10月19日）
52. 1 2  日本電信電話公社北陸電気通信局編、『北陸の電信電話 その九十年の歩み』（595頁）、1964年（昭和39年）10月、日本電信電話公社北陸電気通信局
53. ↑  昭和36年郵政省告示第696号（『官報』、1961年（昭和36年）10月11日）
54. ↑  昭和37年郵政省告示第278号（『官報』、1962年（昭和37年）4月4日）
55. ↑  日本電信電話公社北陸電気通信局編、『北陸の電信電話 その九十年の歩み』（596頁）、1964年（昭和39年）10月、日本電信電話公社北陸電気通信局
56. ↑  1969年（昭和44年）9月1日より和合郵便局は四方郵便局と改称された（昭和44年郵政省告示第614号）
57. ↑  昭和37年郵政省告示第511号（『官報』、1962年（昭和37年）8月6日）
58. ↑  昭和37年郵政省告示第556号（『官報』、1962年（昭和37年）8月23日）
59. 1 2  日本電信電話公社北陸電気通信局編、『北陸の電信電話 その九十年の歩み』（597頁）、1964年（昭和39年）10月、日本電信電話公社北陸電気通信局
60. ↑  昭和39年郵政省告示第924号（『官報』、1964年（昭和39年）12月4日）
61. ↑  昭和40年郵政省告示第563号（『官報』、1965年（昭和40年）8月6日）
62. ↑  昭和41年日本電信電話公社公示第103号及び104号（『官報』、1966年（昭和41年）2月10日）
63. ↑  昭和42年郵政省告示第719号（『官報』、1967年（昭和42年）9月5日）
64. 1 2  昭和43年郵政省告示第857号（『官報』、1968年（昭和43年）10月21日）
65. ↑  1990年（平成2年）9月25日より富南郵便局は富山月岡郵便局と改称された（平成2年郵政省告示第602号）
66. ↑  昭和46年郵政省告示第790号（『官報』、1971年（昭和46年）10月22日）
67. ↑  昭和51年郵政省告示第467号（『官報』、1976年（昭和51年）6月26日）
68. ↑  昭和56年郵政省告示第926号（『官報』、1981年（昭和56年）11月30日）
69. ↑  昭和58年日本電信電話公社公示第216号（『官報』、1983年（昭和58年）12月1日）
70. ↑  内閣制度百年史編纂委員会編、『内閣制度百年史 上巻』（558から560頁）、1985年（昭和60年）12月、大蔵省印刷局
71. ↑  永井健史、「地域内オン提は民間大合同へのステップか」、『週刊 金融財政事情』第36巻第44号通巻1727号所収（24頁）、1985年（昭和60年）11月、社団法人金融財政事情研究会
72. ↑  「水橋報話局 新局舎きょう起工式」、『北日本新聞』朝刊12面、1964年（昭和39年）11月13日、北日本新聞社
73. ↑  昭和41年日本電信電話公社公示第7号（『官報』、1966年（昭和41年）4月26日）
74. ↑  昭和41年郵政省告示第356号（『官報』、1966年（昭和41年）4月28日）
75. ↑  昭和41年郵政省告示第388号（『官報』、1966年（昭和41年）5月10日）
76. ↑  昭和42年郵政省告示第868号（『官報』、1967年（昭和42年）10月18日）